# 假神
在亚伯拉罕诸教的信条中，假神指的是信徒們認為能力不合理或不奏效的神或崇拜物。这个词贯穿在圣经中与他們的神YHWH相对，YHWH被解释为真神、无穷无尽、无形态的并且至高无上的神，这就与对抗宗教中的拟人化神产生对比。
例如舊約聖經中神像、迦南的巴力、腓尼基人的亞斯他錄和巴力西卜、摩押人的基抹、亞捫人的摩洛、以色列人的金牛犊及非利士人的大袞；新約中的丟斯（希臘神話的宙斯，下同）、亞底米（狄阿娜）、希耳米（赫耳墨斯）、丟斯雙子（卡斯托耳和波鲁克斯，即雙子座）等。